# Liste von Werken Fritz Schumachers
Die Liste von Werken Fritz Schumachers enthält nur eine Auswahl des Schaffens und bildet nicht die gesamte Werkliste ab, wie sie von der „Fritz-Schumacher-Gesellschaft“ zur Verfügung gestellt wird.
Als Oberbaudirektor in Hamburg leitete er fachlich die Baudeputation, aus der 1919 die Baubehörde (heute: Behörde für Stadtentwicklung und Umwelt) hervorging. Ihm waren in den 1920er Jahren dreihundert Mitarbeiter unterstellt, die ihm zuarbeiteten. Der Anteil Schumachers an einzelnen Baumaßnahmen lässt sich nicht immer bemessen.

Diese Liste ist eine Ausgliederung aus dem Hauptartikel. 

## Aufbau der Liste
Die Liste folgt dem Aufbau des Hauptartikels und ordnet die einzelnen Bauten grob chronologisch innerhalb der Abschnitte. Eine Sortierung über die gesamte Liste nach den Entstehungsjahren oder nach den Nummern des Werkkataloges ist möglich. Für einen Teil der Bauten ist die Geographische Lage vermerkt und entsprechende Kartenausschnitte können angezeigt werden.

## Liste der Werke
Abschnitt: Arbeiten vor der Hamburger Zeit • Oberbaudirektor in Hamburg • Die Schulbauten • Die Brücken • Stadtplanungen • Kleinere Arbeiten • Arbeiten für das Theater
| Foto | Baujahr            | Objekt | Werkliste | Objekttyp   | Bemerkung |
| ---- | ------------------ | --- | --------- | ----------- | --- |
|      | 1893               | Bayerisches Nationalmuseum Prinzregentenstraße 3, München (→Lage)                                              | 003       | Mitarbeit   | Beteiligt durch seine Tätigkeit im Architekturbüro Gabriel von Seidl. |
|      | 1893               | Künstlerhaus München Lenbachplatz 8, München (→Lage)                                                           | 005       | Mitarbeit   | Beteiligt durch seine Tätigkeit im Architekturbüro Gabriel von Seidl. |
|      | 1894               | Umbau eines Palazzo in Fasano (Region Gardasee)                                                                | 006       | Gebäude     | |
|      | 1894–1895          | Hotelbau in Gardone                                                                                            | 008       | Gebäude     | |
|      | 1895               | Konzertsaal im Städtischen Kaufhaus Leipzig Neumarkt 19, Leipzig (→Lage)                                       | 011       | Mitarbeit   | Beteiligt durch seine Tätigkeit in der Stadtbaubehörde von Leipzig. |
|      | 1895               | Villa Paul Weddingen Oehder Straße 19, Barmen (→Lage)                                                          | 039.a     | Gebäude     | Erstes selbständiges Projekt für eine Villa |
|      | 1896–1897          | Villa Heinrich Siller Barmen                                                                                   | 013       | Gebäude     | Nicht erhalten. |
|      | 1897–1899          | Neues Rathaus Leipzig (→Lage)                                                                                  | 014       | Mitarbeit   | Beteiligt durch seine Tätigkeit in der Stadtbaubehörde von Leipzig. |
|      | 1897–1898          | Villa Toelle Barmen                                                                                            | 018       | Gebäude     | Errichtet für Carl Toelle. 1975 abgerissen. |
|      | 1897–1898          | Villa Erbslöh Barmen                                                                                           | 019       | Gebäude     | Errichtet für Walther Erbslöh, Nicht mehr vorhanden. |
|      | 1898               | Villa Fritz Weddingen Rauental 119, Barmen (→Lage)                                                             | 039.b     | Gebäude     | 1945 ausgebrannt. |
|      | 1900               | Villa von Halle Berlin-Grunewald                                                                               | 033       | Gebäude     | Nach 1945 abgerissen. |
|      | 1900               | Villa Klug Am Wachtelberg 10, Dehnitz bei Wurzen (→Lage)                                                       | 034       | Gebäude     | |
|      | 1900               | Landhaus Iken Oberneuland, Bremen                                                                              | 035       | Gebäude     | Nicht mehr vorhanden. |
|      | 1903               | Villa Grübler Bernhardstraße 98, Dresden (→Lage)                                                               | 047       | Gebäude     | |
|      | 1905               | Villa Georg Hirzel Leipzig                                                                                     | 058       | Mitarbeit   | Innengestaltung einschließlich Möbel. |
|      | 1905               | Haus Brauer Lüneburg                                                                                           | 059       | Gebäude     | Nicht mehr vorhanden. |
|      | 1906–1908          | Villa Sombart Armii Krajowej 9, Szklarska Poręba (→Lage)                                                       | 075       | Gebäude     | Heute: Hotel Villa Wernera |
|      | 1907               | Wohnhausgruppe Richard-Dehmel-Straße Richard-Dehmel-Straße 2–4, Bremen-Schwachhausen (→Lage)                   |           | Gebäude     | Bremer Denkmalschutzliste Nr. 1159. |
|      | 1908               | Villa Osthaus Hagen                                                                                            | 082       | Gebäude     | Abgebrochen. |
|      | 1908–1911          | Krematorium Tolkewitz Urnenhain Tolkewitz, Dresden (→Lage)                                                     | 098       | Gebäude     | |
|      | 1909               | Gasometer Sengelmannstraße/Suhrenkamp, Hamburg-Fuhlsbüttel                                                     | 105       | Gebäude     | 1977 abgerissen. |
|      | 1910–1912          | Pfarrhaus und Kirchplatz St. Michaelis Hamburg-Neustadt (→Lage)                                                | 114       | Gebäude     | Das Pfarrhaus wurde 1943 zerstört. Nur die südliche Terrasse ist noch erhalten, da weitere Umbauten wegen der Ost-West-Straße (heute: Ludwig-Erhard-Straße) vorgenommen wurden. |
|      | 1910–1929          | Erweiterungen an der Kunsthalle Hamburg-Altstadt (→Lage)                                                       | 200       | Erweiterung | Schumacher setzte Planungen von Albert Erbe um, die erheblich von ihm modifiziert wurden. Denkmalliste von Hamburg, Nr. 11845 und 11846 |
|      | 1911–1912          | Polizeiwache Hammer Deich Hamburg-Hamm (→Lage)                                                                 | 120       | Gebäude     | Die Bauplanung sah eine mehrgeschossige Bebauung mit Etagenhäusern in der Umgebung vor, um den staatlichen Charakter zu betonen, wurde die Ecke besonders betont. Nach Kriegszerstörungen mit einem Flachdach versehen und 1980 verkauft. |
|      | 1911–1914          | Institut für Geburtshilfe Finkenau 35, Hamburg-Uhlenhorst (→Lage)                                              | 127       | Gebäude     | 2009 zum Mediencampus Hamburg umgebaut. Denkmalliste von Hamburg, Nr. 20569 |
|      | 1911–1915          | Erweiterung des Strafjustizgebäudes Sievekingplatz, Hamburg-Neustadt (→Lage)                                   | 129       | Gebäude     | |
|      | 1912–1924          | Stadthalle Hamburg (Hauptrestaurant im Stadtpark) Hamburger Stadtpark, Hamburg-Winterhude                      | 146       | Gebäude     | Im Krieg zerstört und abgerissen. Es bildete das östliche Ende der Hauptachse Planetarium–Stadtparksee. |
|      | 1912–1914          | Irrenanstalt Friedrichsberg später Allgemeines Krankenhaus Eilbek                                              | 140       | Gebäude     | Bis auf Einzelgebäude abgerissen. Die Gesamtanlage besteht nicht mehr. |
|      | 1912–1914          | Erika-Schwesternhaus am Eppendorfer Krankenhaus Martinistraße 52, Gebäude W29, Hamburg-Eppendorf (→Lage)       | 141       | Gebäude     | in der ursprünglichen Gestalt durch Kriegsfolgen, Straßenverlegung und Umbauten innerhalb der Krankenhausanlage erheblich verändert Denkmalliste von Hamburg, Nr. 20776 |
|      | 1912–1914          | Bernhard-Nocht-Institut für Tropenmedizin Bernhard-Nocht-Straße 74, Hamburg-St. Pauli (→Lage)                  | 142       | Gebäude     | Denkmalliste von Hamburg, Nr. 13717 |
|      | 1912–1915          | Gewerbehaus (Handwerkskammer) Holstenwall 12, Hamburg-Neustadt (→Lage)                                         | 145       | Gebäude     | 1917 Übergabe an die Gewerbekammer. Denkmalliste von Hamburg, Nr. 12703 |
|      | 1912–1916/1926     | Pathologie Eppendorfer Krankenhaus Martinistraße 52, Gebäude N30, Hamburg-Eppendorf (→Lage)                    | 147       | Gebäude     | Denkmalliste von Hamburg, Nr. 20777 |
|      | 1913               | Markthalle Hamburg Klosterwall, Hamburg-Hammerbrook (→Lage)                                                    | 270       | Gebäude     | Denkmalliste von Hamburg, Nr. 14152 |
|      | 1913               | Erweiterung des Botanischen Staatsinstituts Marseiller Straße, Hamburg-Neustadt (→Lage)                        | 337       | Gebäude     | |
|      | 1913               | Feuerwache Petroleumhafen Tankweg, Hamburg-Waltershof                                                          | 148       | Gebäude     | abgerissen |
|      | 1913–1914          | Feuerwache Alsterdorf Alsterkrugchaussee 288, Hamburg-Alsterdorf (→Lage)                                       | 156       | Gebäude     | Denkmalliste von Hamburg, Nr. 21301 |
|      | 1913–1914          | Davidwache am Spielbudenplatz, Hamburg (→Lage)                                                                 | 160       | Gebäude     | Denkmalliste von Hamburg, Nr. 13538 |
|      | 1913–1914          | Polizeiwache Lübecker Straße Lübecker Straße 54, Hamburg-Hohenfelde (→Lage)                                    | 159       | Gebäude     | Schumacher wollte die umgebende Grünanlage erhalten und versuchte dem Gebäude eine gewisse Zierlichkeit zu geben. Denkmalliste von Hamburg, Nr. 22287 |
|      | 1913–14            | Volkslesehalle und Mönckebergbrunnen Mönckebergstraße, Hamburg-Altstadt (→Lage)                                | 162       | Gebäude     | Durch den Bau der Mönckebergstraße war an dieser Stelle durch die Einmündung von Spitaler- und Lilienstraße ein kleiner spitzer Platz entstanden, der von den hohen Bauten umgeben ist. Schumacher votierte gegen eine private Bebauung und schlug das Denkmal für Johann Georg Mönckeberg (1839–1908) vor. Die geplante Kupfereindeckung konnte erst 1950 durchgeführt werden, da 1914 kriegswirtschaftsbedingt kein Kupfer zur Verfügung stand. 1970 wurde die Nutzung als Bücherhalle aufgegeben. Denkmalliste von Hamburg, Nr. 14866 und 13833 |
|      | 1913–1914          | Lotsenhaus Seemannshöft Bubendeyweg 33, Hamburg-Waltershof (→Lage)                                             | 157       | Gebäude     | Ende der 80er Jahre wurde eine Erneuerung der äußeren Mauerschale notwendig, da das Mauerwerk ohne Luftschicht gemauert und undicht geworden war, ferner wurden einige Ergänzungsbauten für den Schiffsmeldedienst errichtet. |
|      | 1913–1914          | Holthusenbad Goernestraße 21, Hamburg-Eppendorf (→Lage)                                                        | 158       | Gebäude     | Durch die angestrebte Unterbringung des Standesamtes im Mittelteil des Baus konnten die Planungen auf eine große Baumasse abgestellt werden und eine gelungene Verbindung der beiden großen Schwimmhallen harmonisch erzielt werden. Denkmalliste von Hamburg, Nr. 29578 |
|      | 1913–1915          | Verwaltungsgebäude für die Justizverwaltung Dammtorwall 9–13, Hamburg-Neustadt (→Lage)                         | 163.a     | Gebäude     | Denkmalliste von Hamburg, Nr. 29976 (Ensemble) |
|      | 1913–1922          | Museum für Hamburgische Geschichte Holstenwall 24, Hamburg-Neustadt (→Lage)                                    | 166       | Gebäude     | Die lange Bauzeit ist kriegsbedingt Denkmalliste von Hamburg, Nr. 29302 |
|      | 1914               | Erweiterung des Polizeigefängnis Hütten Hütten 40, Hamburg-Neustadt (→Lage)                                    | 188       | Gebäude     | |
|      | 1914               | Sportzentrum am Wasserturm Hamburger Stadtpark, Hamburg-Winterhude                                             | 169       | Gebäude     | |
|      | 1914–1915          | Landhaus Walter Hamburger Stadtpark, Hamburg-Winterhude (→Lage)                                                | 179       | Gebäude     | Denkmalliste von Hamburg, Nr. 21780 |
|      | 1914–1915          | Trinkhalle Hamburger Stadtpark, Hamburg-Winterhude (→Lage)                                                     | 180       | Gebäude     | Denkmalliste von Hamburg, Nr. 22048 |
|      | 1914–1915          | Kaskade am Stadtparksee Hamburger Stadtpark, Hamburg-Winterhude (→Lage)                                        | 181       | Gebäude     | 1957 abgerissen, in einem erheblich reduzierten Ausmaß an der westlichen Seeseite neu errichtet, liegt genau auf der Hauptachse. |
|      | 1914–1916          | Stadtparkcafé Hamburger Stadtpark, Hamburg-Winterhude                                                          | 182       | Gebäude     | |
|      | 1914–1916          | Kleinkinderhaus Winterhude Winterhuder Weg 11, Hamburg-Uhlenhorst (→Lage)                                      | 184       | Gebäude     | Heute: Jugendheim und Kindertagesstätte. Denkmalliste von Hamburg, Nr. 29268 |
|      | 1914–1923          | Planschbecken mit Schutzhalle Hamburger Stadtpark, Hamburg-Winterhude (→Lage)                                  | 185       | Gebäude     | |
|      | 1914–1923          | Erweiterung des Stadthauses um einen Anbau über das Bleichenfleet Stadthausbrücke, Hamburg-Neustadt (→Lage)    | 167       | Sonstiges   | Zu der Zeit war hier die Polizeibehörde untergebracht |
|      | 1914–1920          | Jachthaus mit Arbeiterspeisehalle Jachtweg 10, Hamburg-Waltershof (→Lage)                                      | 138       | Gebäude     | [ 26 ] |
|      | 1914               | Polizeiwache Hoheluft                                                                                          | 168       | Gebäude     | |
|      | 1914–1915          | Leichenhalle Jarrestraße                                                                                       | 177       | Gebäude     | abgerissen |
|      | 1914–1922          | Hauptfeuerwache Berliner Tor Westphalensweg 1, Hamburg-St. Georg (→Lage)                                       | 128       | Gebäude     | [ 27 ] |
|      | 1914–1926          | Finanzdeputation Hamburg Gänsemarkt, Hamburg-Neustadt (→Lage)                                                  | 174       | Gebäude     | Der 1914 begonnene Bau wurde zunächst kriegs- und später inflationsbedingt mehrfach unterbrochen und ab 1925 durch Oberbaurat Eugen Göbel abgeschlossen. Denkmalliste von Hamburg, Nr. 12025, 12315 und 12644 |
|      | 1915               | Dritte Irrenanstalt Groß-Hansdorf                                                                              | 350       | Gebäude     | |
|      | 1915 (1926)        | Freibad Lattenkamp Hamburg-Winterhude                                                                          | 191       | Gebäude     | Anfang der 1990er Jahre zugunsten neuer Wohnbebauung abgebrochen. |
|      | 1917               | Bedürfnisanstalt Paulinenplatz Hamburg-St. Pauli                                                               | 199       | Gebäude     | Besteht nicht mehr. |
|      | 1919               | Bedürfnisanstalt Stellinger Weg Else-Rauch-Platz, Hamburg-Eimsbüttel (→Lage)                                   | 207       | Gebäude     | |
|      | 1919               | Bedürfnisanstalt Alsterdorfer Damm Hamburg-Alsterdorf (→Lage)                                                  | 208       | Gebäude     | Denkmalliste von Hamburg, Nr. 21347 |
|      | 1919–1920          | Heimatkunde-Museum Bergedorf                                                                                   | 318       | Gebäude     | |
|      | 1919               | Säuglingsabteilung des Eppendorfer Krankenhauses Martinistraße 52, Hamburg-Eppendorf                           | 335       | Gebäude     | |
|      | 1919               | Hörsaal der Säuglingsabteilung des Eppendorfer Krankenhauses Martinistraße 52, Hamburg-Eppendorf               | 334       | Gebäude     | |
|      | 1920               | Luft- und Sonnenbad Hamburger Stadtpark, Hamburg-Winterhude                                                    | 217       | Gebäude     | |
|      | 1920               | Wohnhäuser Hamburg-Fuhlsbüttel                                                                                 | 319       | Gebäude     | |
|      | 1921–1923          | Staatswohnungsbauten Dulsberg Hamburg-Dulsberg                                                                 | 222       | Gebäude     | Denkmalliste von Hamburg, Nr. 30195 (Ensemble) |
|      | 1923               | Müllverwertungsanlage Köln                                                                                     | 341       | Gebäude     | |
|      | 1923               | Bücherhalle am Museum für Kunst und Gewerbe Hamburg-St. Georg                                                  | 226       | Gebäude     | Besteht nicht mehr. |
|      | 1925               | Bedürfnisanstalt Goldbekplatz, Hamburg-Winterhude (→Lage)                                                      | 229       | Gebäude     | Denkmalliste von Hamburg, Nr. 20424 |
|      | 1925               | Anbauten Hafenkrankenhaus Seewartenstraße 10, Hamburg-St. Pauli (→Lage)                                        | 343       | Sonstiges   | |
|      | 1925–1926          | Anlage des Heinrich-Heine-Denkmals Hamburger Stadtpark, Hamburg-Winterhude                                     | 231       | Gebäude     | Besteht nicht mehr. |
|      | 1925–1926          | Polizeiwache Oberalster                                                                                        | 234       | Gebäude     | Wurde nicht realisiert. |
|      | 1925–1927          | Staatskrankenhaus Cuxhaven Altenwalder Chaussee 10–12, Cuxhaven (→Lage)                                        | 235       | Gebäude     | |
|      | 1926–1927          | Verwaltungsgebäude für die Oberpostdirektion Drehbahn 36, Hamburg-Neustadt (→Lage)                             | 163.b     | Gebäude     | Denkmalliste von Hamburg, Nr. 13847 |
|      | 1926               | Bedürfnisanstalt im Wehbers Park Hamburg-Eimsbüttel (→Lage)                                                    | 236       | Gebäude     | Besteht nicht mehr. , |
|      | 1926–1927          | Amtsgericht Hamburg-Bergedorf Ernst-Mantius-Straße 9, Bergedorf (→Lage)                                        | 239       | Gebäude     | Denkmalliste von Hamburg, Nr. 27911 |
|      | 1926–1927          | Flughallen A und B am Flughafen Fuhlsbüttel (→Lage)                                                            | 241       | Gebäude     | bestehen nicht mehr |
|      | 1926–1928          | Gefängnis Glasmoor Am Glasmoor 99, Norderstedt (→Lage)                                                         | 243       | Gebäude     | Ursprünglich für 250 Gefangene konzipiert. Umbauten 1980. |
|      | 1910 und 1926–1928 | Entwurf für ein Naturhistorisches Museum                                                                       | 244       | Entwurf     | |
|      | 1926–1927          | Direktorenwohnhaus im Institut für Geburtenhilfe Finkenau, Hamburg-Uhlenhorst                                  | 317       | Gebäude     | |
|      | 1926–1927          | Friedhofskapelle Finkenwerder Finkenwerder Landscheideweg 98, Hamburg-Finkenwerder (→Lage)                     | 323       | Gebäude     | |
|      | 1926               | Entwurf für Polizeiwache Alte Rabenstraße Hamburg-Rotherbaum, Außenalster (→Lage)                              | 332       | Entwurf     | nicht realisiert; an der Stelle steht eine Polizeiwache, die erst in den 1950er Jahren gebaut wurde |
|      | 1926–1929          | Jugendstrafanstalt Hahnöfersand Jork, Niedersachsen (→Lage)                                                    | 328       | Gebäude     | |
|      | 1927               | Toranlagen Friedhof Finkenwerder Finkenwerder Landscheideweg 98, Hamburg-Finkenwerder                          | 324       | Gebäude     | |
|      | 1927               | Bedürfnisanstalt Friedhof Ohlsdorf Hamburg-Ohlsdorf                                                            | 325       | Gebäude     | |
|      | 1927               | Umbau des Karstadt-Verwaltungsgebäudes zum Finanzamt Hamburg Steinstraße Steinstraße, Hamburg-Altstadt (→Lage) | 340       | Sonstiges   | |
|      | 1927               | Erweiterungsbau für das Beleuchtungswesen                                                                      | 336       | Sonstiges   | |
|      | 1927               | Bedürfnisanstalt Klein-Borstel                                                                                 | 247       | Gebäude     | |
|      | 1927               | Polizeiwache Geffckenstraße Hamburg-Eppendorf                                                                  | 248       | Gebäude     | |
|      | 1927               | Polizeihaus Springeltwiete Hamburg-Altstadt                                                                    | 249       | Gebäude     | |
|      | 1927               | Kraftwagenhalle für die Stadtreinigung                                                                         | 251       | Gebäude     | |
|      | 1927–1928          | Seeflughalle Travemünde auf dem Priwall                                                                        | 252       | Gebäude     | Stahlkonstruktion 60 × 60 Meter, 20 Meter hoch, Klinker, oberhalb 12 Meter umlaufende Verglasung. Im Krieg zerstört. |
|      | 1927–1928          | Planetarium Hamburg im ehemaligen Wasserturm Hamburger Stadtpark, Hamburg-Winterhude (→Lage)                   | 338       | Gebäude     | |
|      | 1927–1928          | Friedhofskapelle XIII Friedhof Ohlsdorf Hamburg-Ohlsdorf (→Lage)                                               | 253       | Gebäude     | [ 32 ] |
|      | 1927–1928          | Feuerwache Veddel Am Zollhafen 11, Hamburg-Veddel (→Lage)                                                      | 254       | Gebäude     | Denkmalliste von Hamburg, Nr. 29215 |
|      | 1927–1929          | Erweiterung Untersuchungsgefängnis am Holstenglacis Holstenglacis 3, Hamburg-Neustadt (→Lage)                  | 257       | Gebäude     | [ 34 ] |
|      | 1927–1929          | Gorch-Fock-Halle Focksweg 12–14, Hamburg-Finkenwerder (→Lage)                                                  | 260       | Gebäude     | Ursprüngliche Intention war die Bereitstellung einer Turnhalle für die Finkenwerder Schule. Denkmalliste von Hamburg, Nr. 14651 |
|      | 1927–1929          | Altersheim Groß-Borstel Borsteler Chaussee 301, Hamburg-Groß Borstel (→Lage)                                   | 303       | Gebäude     | Denkmalliste von Hamburg, Nr. 29587 |
|      | 1927–1930          | Erweiterungsbau des Ziviljustizgebäudes Grundbuchhalle Hamburg-Neustadt (→Lage)                                | 261       | Erweiterung | |
|      | 1928               | Bezirksdepot der Straßenreinigung                                                                              | 326       | Gebäude     | |
|      | 1928               | Bedürfnisanstalt Hoheluft                                                                                      | 263       | Gebäude     | |
|      | 1928               | Bedürfnisanstalt Steintorplatz Hamburg-St. Georg                                                               | 264       | Gebäude     | |
|      | 1928               | Bedürfnisanstalt am Klosterstern Hamburg-Harvestehude (→Lage)                                                  | 265       | Gebäude     | |
|      | 1928               | Tierkörper-Verwertungsanstalt Borsigstraße, Hamburg-Billbrook                                                  | 268       | Gebäude     | |
|      | 1928               | Polizeiwache Alsterdorfer Straße                                                                               | 271       | Entwurf     | |
|      | 1928               | Anbau Verwaltungsflügel Museum für Völkerkunde Rothenbaumchaussee 64, Hamburg-Rotherbaum (→Lage)               | 342       | Gebäude     | Denkmalliste von Hamburg, Nr. 19135 |
|      | 1928               | Beamtenwohnhäuser Glasmoor                                                                                     | 348       | Gebäude     | Für die Mitarbeiter des Gefängnisses. |
|      | 1928–1929          | Heringskühlhaus Grasbrookhafen Hamburg-Hafen-City                                                              | 278       | Gebäude     | Abgerissen 1983. |
|      | 1928–1932          | Krematorium Ohlsdorf Friedhof Ohlsdorf (→Lage)                                                                 | 280       | Gebäude     | |
|      | 1929               | Bedürfnisanstalt Billhorner Kanal Hamburg-Rothenburgsort                                                       | 281       | Gebäude     | |
|      | 1929               | Bedürfnisanstalt und Beratungsstelle                                                                           | 282       | Entwurf     | In der Werksliste ohne nähere Beschreibung aufgeführt. |
|      | 1929               | Bedürfnisanstalt Süderstraße Hamburg-Hammerbrook                                                               | 283       | Gebäude     | |
|      | 1929               | Bedürfnisanstalt Osterbekstraße Hamburg-Barmbek-Süd                                                            | 284       | Gebäude     | |
|      | 1929               | Wohlfahrtsstelle II Paulinenplatz 35a, Hamburg-St. Pauli (→Lage)                                               | 285       | Gebäude     | Denkmalliste von Hamburg, Nr. 13494 |
|      | 1929               | Bürogebäude für die Stadtreinigung                                                                             | 288       | Gebäude     | |
|      | 1929               | Mannschaftsgebäude für die Stadtreinigung                                                                      | 289       | Gebäude     | |
|      | 1929–1930          | Polizeiwache Hartzlohplatz Hamburg-Barmbek-Nord (→Lage)                                                        | 300       | Gebäude     | Heute: Bürgerhaus in Barmbek. Denkmalliste von Hamburg, Nr. 29265 |
|      | 1920               | Wohnhaus auf dem Materialplatz Ohlsdorfer Friedhof Friedhof Ohlsdorf                                           | 327       | Gebäude     | Jahreszahl nicht prüfbar. |
|      | 1929               | Stadtgärtnerei Alsterdorferchaussee                                                                            | 333       | Gebäude     | |
|      | 1929–1930          | Pavillons auf dem Hamburger Rathausmarkt Hamburg-Altstadt                                                      | 345       | Gebäude     | bestehen nicht mehr |
|      | 1930               | Bedürfnisanstalt Heubergredder Hamburg-Alsterdorf                                                              | 305       | Gebäude     | |
|      | 1930               | Feuerwache Rugenberger Hafen Hamburg-Altenwerder                                                               | 306       | Gebäude     | Im Krieg zerstört und ca. 1950 abgerissen |
|      | 1930               | Kaischuppen 59 Veddeler Damm, Windhukai, Hamburg-Kleiner Grasbrook (→Lage)                                     | 307       | Gebäude     | [ 39 ] |
|      | 1930               | Umgestaltung des Rathausmarkt Hamburg-Altstadt (→Lage)                                                         | 313       | Sonstiges   | Verlegung Kaiser-Wilhelm-Denkmal Errichtung des Hamburger Ehrenmals |
|      | 1931               | Bedürfnisanstalt und Warteraum Wilhelmsburger Platz Hamburg-Veddel                                             | 309       | Gebäude     | |
|      | 1931               | Polizeiwache Geesthacht Markt 11, Geesthacht, Niedersachsen (→Lage)                                            | 310       | Gebäude     | |
|      | 1933               | Bedürfnisanstalt Winterhuder Marktplatz Hamburg-Winterhude                                                     | 312       | Gebäude     | |
|      | 1908–1910          | Handelshochschule Leipzig Ritterstraße 8–10, Leipzig-Mitte (→Lage)                                             | 089       | Schule      | Heute: Kunstpädagogisches Institut der Universität Leipzig – Geschwister-Scholl-Haus. |
|      | 1910–1914          | Technische Staatslehranstalten Berliner Tor 21, Hamburg-St. Georg                                              | 116       | Schule      | Die Entwürfe gehen auf eine bereits vorliegende Raumplanung zurück, die Schumacher in seinen Entwürfen umsetzte, der Bau wurde im Krieg teilweise zerstört und 1951 bis 1960 wiederhergestellt. |
|      | 1911               | Hilfsschule Birkenau Finkenau 42–44, Hamburg-Uhlenhorst (→Lage)                                                | 117       | Schule      | Nach einem Entwurf von Albert Erbe. Denkmalliste von Hamburg, Nr. 29590 |
|      | 1911–1912          | Volksschule (II) Lutterothstraße Schlankreye 1, Hamburg-Eimsbüttel (→Lage)                                     | 121       | Schule      | Heute: Dependance der Staatlichen Handelsschule Schlankreye, mehrere Umbauten 1974 und 1976 Denkmalliste von Hamburg, Nr. 17290 |
|      | 1911–1912          | Volksschule Rübenkamp Rübenkamp 50, Genslerstraße, Hamburg-Barmbek-Nord (→Lage)                                | 122       | Schule      | Heute: Schule Genslerstraße. Denkmalliste von Hamburg, Nr. 22547 |
|      | 1911–1912          | Volksschule Teutonenweg Hamburg-Hammerbrook (→Lage)                                                            | 123       | Schule      | Nach starken Beschädigungen im Zweiten Weltkrieg wurden die Walmdächer nicht wiederhergestellt und durch Flachdächer ersetzt, der mittlere Gelenkbau wurde ebenfalls modern ersetzt. Heute: Teil der Berufsschule Sorbenstraße 15. |
|      | 1911–1912          | Oberschulbehörde Hamburg Dammtorstraße 25, Hamburg-Neustadt (→Lage)                                            | 124       | Schule      | Denkmalliste von Hamburg, Nr. 12575 |
|      | 1911–1912          | Lehrerinnenseminar Hohe Weide 16, Hamburg-Eimsbüttel (→Lage)                                                   | 125       | Schule      | Heute: Staatliches Studienseminar Denkmalliste von Hamburg, Nr. 17276 |
|      | 1911–1913          | Staatliche Kunstgewerbeschule Lerchenfeld 2, Hamburg-Uhlenhorst (→Lage)                                        | 126       | Schule      | Heute: Hochschule für bildende Künste Hamburg. Etliche Umbauten nach Kriegszerstörungen ab 1951 durch Gustav Hassenpflug, Bernhard Winking und Holger Moths. Denkmalliste von Hamburg, Nr. 21686 |
|      | 1911–1913          | Volksschule am Tieloh Tieloh 28, Hamburg-Barmbek-Nord (→Lage)                                                  | 144       | Schule      | Heute: Emil-Krause-Schule Denkmalliste von Hamburg, Nr. 22914 |
|      | 1912–1914          | Gelehrtenschule des Johanneums Maria-Louisen-Straße 114, Hamburg-Winterhude (→Lage)                            | 143       | Schule      | Durch die Verlagerung der Schule vom Domplatz in der Innenstadt, wo das alte Gebäude von Wimmel (1840) als Bibliothek genutzt wurde, konnte ein großzügiger Neubau auf 8000 m² Fläche errichtet werden. Denkmalliste von Hamburg, Nr. 21907 |
|      | 1913–1914          | Hansaschule Hermann-Distel-Straße 25, Hamburg-Bergedorf (→Lage)                                                | 161       | Schule      | Heute: Hansa-Gymnasium. Ein mit seiner hohen Dachform typischer Bau Schumachers für die Zeit vor dem Ersten Weltkrieg. Denkmalliste von Hamburg, Nr. 27751 |
|      | 1914–1915          | Stiftungsschule von 1815 Zeughausmarkt 32, Hamburg-Neustadt (→Lage)                                            | 175       | Schule      | Heute: Anna-Siemsen-Schule Staatliche Gewerbeschule Textil und Bekleidung Denkmalliste von Hamburg, Nr. 12305 |
|      | 1914–1915          | Realschule Uferstraße Uferstraße 9–10, Hamburg-Barmbek-Süd (→Lage)                                             | 176       | Schule      | Im Krieg zerstört. Im Konferenzzimmer befand sich das Wandbild Die klugen und die törichten Jungfrauen von Anita Rée. Denkmalliste von Hamburg, Nr. 22260 |
|      | 1915               | Entwurf der Volksschule Großmannstraße Bullenhuser Damm 92–94, Hamburg-Hammerbrook                             | 186       | Entwurf     | Heute: Gedenkstätte Bullenhuser Damm |
|      | 1915 (1921)        | Schule Burgstraße Burgstraße 33, Hamburg-Borgfelde (→Lage)                                                     | 190       | Schule      | Heute: Berufliche Schule Burgstraße. Denkmalliste von Hamburg, Nr. 29357 |
|      | 1916               | Schule Kleiner Grasbrook Hamburg                                                                               | 194       | Schule      | |
|      | 1919               | Volksschule Ratsmühlendamm Ratsmühlendamm 39, Hamburg-Fuhlsbüttel (→Lage)                                      | 224       | Schule      | Heute: Grundschule Ratsmühlendamm. |
|      | 1919–1925          | Lichtwarkschule Grasweg 74, Hamburg-Winterhude (→Lage)                                                         | 211       | Schule      | Heute: Heinrich-Hertz-Schule Denkmalliste Hamburg Nr. 20945 |
|      | 1919–1920          | Lyzeum am Lübeckertorfeld Westphalensweg 7, Hamburg-St. Georg (→Lage)                                          | 213       | Schule      | Heute: Ganztagsgymnasium Klosterschule. Denkmalliste von Hamburg, Nr. 14079 |
|      | 1919–1920          | Kaufmännische Fortbildungsschule Wallstraße 2, Hamburg-St. Georg (→Lage)                                       | 214       | Schule      | Heute: Berufliche Schule Am Lämmermarkt. Denkmalliste von Hamburg, Nr. 29328 |
|      | 1919–1920          | Pavillonschule Langenhorn Hamburg                                                                              | 329       | Schule      | |
|      | 1919–1923          | Volksschule Ahrensburger Straße Krausestraße 53, Hamburg-Dulsberg (→Lage)                                      | 212       | Schule      | Heute: Emil-Krause-Schule bis 2009 Emil-Krause-Gymnasium Denkmalliste von Hamburg, Nr. 22902 |
|      | 1924               | Realschule im Alstertal Erdkampsweg 89, Hamburg-Fuhlsbüttel (→Lage)                                            | 266       | Schule      | Heute: Gymnasium Alstertal. Denkmalliste von Hamburg, Nr. 29625 |
|      | 1926–1927          | Gewerbeschule Angerstraße Angerstraße 4, Hamburg-Hohenfelde (→Lage)                                            | 237       | Schule      | Das erste Schulgebäude Schumachers mit einem Flachdach. Die Mittelfluranlage folgt noch einem älteren Konzept. Denkmalliste von Hamburg, Nr. 22285 |
|      | 1926–1927          | Förderschule Bundesstraße Bundesstraße 94, Hamburg-Eimsbüttel (→Lage)                                          | 238       | Schule      | Heute: Astrid-Lindgren-Schule Denkmalliste von Hamburg, Nr. 17135 |
|      | 1927–1929          | Volksschule Langenfort Langenfort 68–70, Hamburg-Barmbek-Nord (→Lage)                                          | 258       | Schule      | Heute: Kooperative Gesamtschule Benzenberg. Denkmalliste von Hamburg, Nr. 29727 |
|      | 1927–1930          | Erziehungsheim Wulfsdorf Bornkampsweg 36, Ahrensburg (→Lage)                                                   | 331       | Schule      | |
|      | 1928               | Gewerbeschule Uferstraße Uferstraße 9–10, Hamburg-Barmbek-Süd (→Lage)                                          | 267       | Schule      | Das 1943 zerstörte Walmdach wurde durch ein zusätzliches Geschoss mit Flachdach ersetzt. |
|      | 1928–1929          | Volksschule Schaudinnsweg Fraenkelstraße 1–3, Hamburg-Barmbek (→Lage)                                          | 295       | Schule      | Schumacher bezeichnet den Bau als klarste Form der neueren Volksschulen (1930) und konnte hier auf einem großzügigen Grundstück eine Idealform umsetzen. Denkmalliste von Hamburg, Nr. 22933 |
|      | 1928–1929          | Volksschule Marienthaler Straße Griesstraße 110, Hamburg-Hamm (→Lage)                                          | 274       | Schule      | Heute: Stadtteilschule Hamburg-Mitte. Nach Zusammenlegung zweier Gebäude. Denkmalliste von Hamburg, Nr. 14158 |
|      | 1928–1929          | Volksschule Wendenstraße Wendenstraße 166, Hamburg-Hammerbrook (→Lage)                                         | 276       | Schule      | Heute: Staatliche Handelsschule. Der zerstörte Ostteil und die Turnhalle wurde 1975 in alter Form wiederaufgebaut. Das für Gymnastik und Freiluftunterricht genutzte Flachdach wurde durch ein Dach mit leichter Neigung ersetzt. Das Haus wird von einem gläsernen Treppenhausturm überragt. Denkmalliste von Hamburg, Nr. 14191 |
|      | 1928–1929          | Volksschule Veddel Slomanstieg 1–3, Hamburg-Veddel (→Lage)                                                     | 277       | Schule      | Heute Schule auf der Veddel Denkmalliste von Hamburg, Nr. 13033 |
|      | 1928–1929          | Volksschule Amalie-Dietrich-Weg Adlerstraße / Lämmersieth 72 a, Hamburg-Barmbek (→Lage)                        | 273       | Schule      | Heute: Grundschule Lämmersieth und Institut für Schiffbau der TU Hamburg. Denkmalliste von Hamburg, Nr. 22937 |
|      | 1928–1929          | Volksschule Wiesendamm Meerweinstraße 28, Hamburg-Winterhude (→Lage)                                           | 275       | Schule      | Heute: Stadtteilschule Winterhude. Denkmalliste von Hamburg, Nr. 30872 (Ensemble) |
|      | 1929–1930          | Jahnschule Bogenstraße 34–36, Hamburg-Harvestehude, (→Lage)                                                    | 301       | Schule      | Heute: Ida-Ehre-Schule. Das Wandgemälde in der Aula stammt von Heinrich Stegemann. Es wurde in der NS-Zeit wegen Anstössigkeit teilweise überdeckt, aber erst in den 1950er Jahren übermalt und 1991 wieder freigelegt und restauriert. Denkmalliste von Hamburg, Nr. 19907 |
|      | 1929               | Lyzeum Schulstraße 18, Cuxhaven (→Lage)                                                                        | 286       | Schule      | Heute:Lichtenberg-Gymnasium Cuxhaven. Unter Denkmalschutz. |
|      | 1929               | Erweiterung des Amandus-Abendroth-Gymnasiums Abendrothstraße 10, Cuxhaven (→Lage)                              | 354       | Schule      | |
|      | 1929–1930          | Volksschule Binderstraße Binderstraße 34, Hamburg-Rotherbaum (→Lage)                                           | 298       | Schule      | Nur als Modell |
|      | 1929–1930          | Luisen-Gymnasium Hamburg Reinbeker Weg 76, Hamburg-Bergedorf (→Lage)                                           | 296       | Schule      | Denkmalliste von Hamburg, Nr. 29818 |
|      | 1929–1930          | Volksschule Berne Lienaustraße 32, Hamburg-Farmsen-Berne (→Lage)                                               | 297       | Schule      | Heute: Grund-, Haupt- und Realschule Lienaustraße. Denkmalliste von Hamburg, Nr. 24742 |
|      | 1929–1930          | Volksschule am Bauerberg Hamburg                                                                               | 299       | Schule      | In der ersten Planungsphase im März 1929 trugen die Baupläne den Titel Schule am Bauerberg, da es schon eine Bauerberg-Schule gab. In der Realisierungsphase wurden die Baupläne zusätzlich mit Beim Pachthof 15/17 gestempelt. Ist identisch mit »Beim Pachthof« |
|      | 1929–1931          | Walddörfer-Gymnasium Im Allhorn 45, Hamburg-Volksdorf (→Lage)                                                  | 272       | Schule      | [ 72 ] |
|      | 1929–1930          | Siedlungschule Langenhorn Timmerloh 27–29, Hamburg-Langenhorn (→Lage)                                          | 294       | Schule      | Heute: Fritz-Schumacher-Schule. Hier wurde noch einmal ein Bau mit einem steilen Walmdach erstellt. Die Schule enthält Wandbilder von Eduard Bargheer und Otto Thämer. Denkmalliste von Hamburg, Nr. 29275 |
|      | 1929–1931          | Volksschule Hamm-Marsch Osterbrook 17–19, Hamburg-Hamm (→Lage)                                                 | 287       | Schule      | Heute: Grund-, Haupt- und Realschule Osterbrook Denkmalliste von Hamburg, Nr. 14242 |
|      | 1930               | Volksschule Tiroler Straße Hamburg-Dulsberg                                                                    | 304       | Schule      | |
|      | 1931               | Volksschule Rungestraße Hamburg-Barmbek-Nord                                                                   | 316       | Schule      | |
|      | 1931–1932          | Volksschule Graudenzer Weg Alter Teichweg 200, Hamburg-Dulsberg (→Lage)                                        | 311       | Schule      | Heute: Gesamtschule Alter Teichweg. Denkmalliste von Hamburg, Nr. 22669 |
|      | 1930–1931          | Volksschule Beim Pachthof 15/17, Hamburg-Horn (→Lage)                                                          | ohne      | Schule      | Im Rahmen des "Volksschulprogramms" war dies eine der größten realisierten Schulen. In der Turnhalle befand sich von 1931 bis 1965 das Wandgemälde "Ballspieler" von Erich Hartmann. Im Gymnastiksaal befand sich von 1931 bis in die 1950er Jahre das Wandgemälde "Ostseeküste" von Willem Grimm Denkmalliste von Hamburg, Nr. 13081 |
|      | 1929–1931          | Oberrealschule für Mädchen Hamm Caspar-Voght-Straße 54, Hamburg-Hamm (→Lage)                                   | 302       | Schule      | Heute: Ballettschule des Hamburg Ballett. In der Schule befindet sich das Wandgemälde „Orpheus mit den Tieren“ von Anita Rée Denkmalliste von Hamburg, Nr. 13809 |
|      | 1913               | Hasenbergbrücke Hamburg-Ohlsdorf (→Lage)                                                                       | 151       | Brücke      | Denkmalliste von Hamburg, Nr. 23805 |
|      | 1913               | Inselbrücke Stadtparksee Hamburg-Winterhude (→Lage)                                                            | 154       | Brücke      | |
|      | 1914               | Dammbrücke Hamburg-Alsterdorf (→Lage)                                                                          | 170       | Brücke      | Denkmalliste von Hamburg, Nr. 20319 |
|      | 1914–1916          | Stadthallenbrücke am Wendebecken Hamburg-Winterhude (→Lage)                                                    | 183       | Brücke      | Zwei Brücken am Stadtpark-Kanalhafen. Denkmalliste von Hamburg, Nr. 22022 |
|      | 1919               | Blumenstraßenbrücke Hamburg-Winterhude (→Lage)                                                                 | 355       | Brücke      | |
|      | 1919               | Skagerrakbrücke Hamburg-Alsterdorf (→Lage)                                                                     | 356       | Brücke      | Denkmalliste von Hamburg, Nr. 21405 |
|      | 1925               | Traute-Lafrenz-Brücke Hamburg-Alsterdorf (→Lage)                                                               | 150       | Brücke      | Die Brücke wurde durch einen Neubau ersetzt. |
|      | 1925–1926          | Heilwigbrücke Hamburg-Harvestehude/Hamburg-Eppendorf (→Lage)                                                   | 232       | Brücke      | 1981 erneuert. |
|      | 1926–1927          | Von-Essen-Straßenbrücke Hamburg-Barmbek-Süd (→Lage)                                                            | 240       | Brücke      | 1988 erneuert. Denkmalliste von Hamburg, Nr. 20216 |
|      | 1927               | Eppendorfer Brücke Hamburg-Harvestehude (→Lage)                                                                | 250       | Brücke      | Geländer mit Fischmotiven von Richard Haizmann. Denkmalliste von Hamburg, Nr. 19654 |
|      | 1927–1928          | Wiesendammbrücke Hamburg-Winterhude (→Lage)                                                                    | 308       | Brücke      | 1987 erneuert. Denkmalliste von Hamburg, Nr. 22108 |
|      | 1927–1928          | Fernsichtbrücke Hamburg-Winterhude (→Lage)                                                                     | 256       | Brücke      | 1990 erneuert. Denkmalliste von Hamburg, Nr. 28987 |
|      | 1927–1928          | Krugkoppelbrücke Hamburg-Harvestehude (→Lage)                                                                  | 255       | Brücke      | 1990 restauriert. Denkmalliste von Hamburg, Nr. 19579 |
|      | 1928–1929          | Bellevuebrücke Hamburg-Winterhude (→Lage)                                                                      | 262       | Brücke      | 1987 erneuert. Denkmalliste von Hamburg, Nr. 21516 |
|      | 1929               | Schleidenbrücke Hamburg-Barmbek-Süd (→Lage)                                                                    | 291       | Brücke      | 1985 erneuert. Denkmalliste von Hamburg, Nr. 21977 |
|      | 1905               | Umgestaltung des Theaterplatzes                                                                                | 056       | Planung     | |
|      | 1907               | Bebauungsplan Kronprinzenstraße                                                                                | 076       | Planung     | |
|      | 1910–1911          | Bebauungsplanung Groß-Borstel Hamburg                                                                          | 113       | Planung     | |
|      | 1911               | Bebauungsplanung Wohldorf-Ohlstedt                                                                             | 321       | Planung     | |
|      | 1911–1930          | Stadtpark Hamburg                                                                                              | 130       | Planung     | |
|      | um 1912            | Studien zur Reform des Kleinwohnungsbaus                                                                       | 139       | Planung     | |
|      | 1912               | Bebauungsplanung Kleinwohnungssiedlung Finkenwerder                                                            | 131       | Planung     | |
|      | 1912               | Bebauungsplanung Farmsen-Berne                                                                                 | 132       | Planung     | |
|      | 1912               | Bebauungsplanung Kleinhaussiedlung Farmsen-Berne                                                               | 134       | Planung     | |
|      | 1912               | Entwurf für ein Kunstvereinsgebäude an der Außenalster                                                         | 133       | Planung     | |
|      | 1913–16            | Alsterkanalisierung                                                                                            | 165       | Planung     | |
|      | 1914               | Bebauungsplanung Alsterdorf-Fuhlsbüttel                                                                        | 171       | Planung     | |
|      | 1914–1915          | Erweiterungsplanung Friedhof Ohlsdorf                                                                          | 178       | Planung     | |
|      | 1915               | Bebauungsplanung Cuxhaven                                                                                      | 187       | Planung     | |
|      | 1916 (1929)        | Studie zum Bebauungsplan Habichtplatz                                                                          | 292       | Planung     | |
|      | 1917–1926          | Bebauungsplanung Horn                                                                                          | 201       | Planung     | |
|      | 1918–1919          | Bebauungsplan Kleinwohnungssiedlung Dulsberg (→Lage)                                                           | 205       | Planung     | Für die Bebauung wurden verschiedene Architekten beauftragt. |
|      | 1918               | Bebauungsplan Kleingartenkolonie Groß-Borstel                                                                  | 202       | Planung     | |
|      | 1918               | Bebauungsplanung Volksdorf-Wensenbalken (→Lage)                                                                | 203       | Planung     | |
|      | 1919               | Achsenmodell – Stadtentwicklungsplanungen für Hamburg                                                          | 349       | Planung     | |
|      | 1919–1921          | Kleinhaussiedlung Langenhorn heutige Fritz-Schumacher-Siedlung                                                 | 215       | Planung     | Denkmalliste von Hamburg, Nr. 30982 (Ensemble) |
|      | 1919               | Wettbewerb zur Bebauung des Inneren Rayon, Köln                                                                | 209       | Planung     | |
|      | um 1920            | Studie zur Platzgestaltung am Dammtor                                                                          | 221       | Planung     | |
|      | 1920–1923          | Generalsiedlungsplan Köln                                                                                      | 223       | Planung     | |
|      | 1922               | Wettbewerb Brückenkopf Deutzer Brücke in Köln                                                                  | 225       | Planung     | |
|      | 1925               | Bebauungsplan Kleinwohnungssiedlung Veddel                                                                     | 230       | Planung     | |
|      | 1925–1926          | Bebauungsplan Hamm-Nord                                                                                        | 233       | Planung     | |
|      | 1926–1929          | Bebauungsplanung des Lübeckertorfeldes                                                                         | 245       | Planung     | |
|      | 1926–1930          | Gutachten zum Generalsiedlungsplan Bremen                                                                      | 246       | Planung     | |
|      | 1926–1928          | Bebauungsplan Jarrestadt                                                                                       | 242       | Planung     | |
|      | 1928               | Projekt zur Verlegung der Universität Hamburg                                                                  | 269       | Planung     | |
|      | 1929               | Bebauungsplan Zoologischer Garten (→Lage)                                                                      | 293       | Planung     | Heute: Planten un Blomen. |
|      | 1892               | Damenkabine im Dampfer „Elbe“                                                                                  | 001       | Sonstiges   | |
|      | 1894               | Grabplastiken im Park von Schloss Kronberg                                                                     | 002       | Sonstiges   | |
|      | 1895               | Grabumlegungen im Neubau der Johanniskirche                                                                    | 012       | Sonstiges   | |
|      | 1901               | Innenraumausstattung der eigenen Wohnung                                                                       | 037       | Sonstiges   | |
|      | 1905               | Anlage für das Franzius-Denkmal Wachtstraße, Bremen                                                            | 062       | Sonstiges   | Besteht nicht mehr, die Büste (Georg Roemer) wurde 1942 eingeschmolzen, die Anlage überbaut. |
|      | 1902               | Grabmal Langewiesche                                                                                           | 043       | Sonstiges   | |
|      | 1902               | Grabmal Meissner                                                                                               | 044       | Sonstiges   | |
|      | 1903               | Grabmal Scharff                                                                                                | 049       | Sonstiges   | |
|      | 1904               | Gestaltung des Hauptsaales der Dresdner Kunstausstellung                                                       | 049       | Sonstiges   | |
|      | 1904               | Wahlurne für den Rat der Stadt Dresden                                                                         | 055       | Sonstiges   | |
|      | 1905               | Umbau des Landsitzes von Heyl Villastraße 11, Seeheim-Jugenheim (→Lage)                                        | 060       | Sonstiges   | |
|      | 1906               | Standuhr für das Leipziger Rathaus                                                                             | 064       | Sonstiges   | |
|      | 1906               | Protestantischer Kirchenraum                                                                                   | 065       | Sonstiges   | im Städtischen Ausstellungspalast von Dresden (Dritte Deutsche Kunstgewerbe-Ausstellung) |
|      | 1906               | Wohnzimmer im Sächsischen Haus                                                                                 | 065.a     | Sonstiges   | temporäres Gebäude (Dritte Deutsche Kunstgewerbe-Ausstellung) |
|      | 1906               | Kindergrabmäler                                                                                                | 065.b     | Sonstiges   | (Dritte Deutsche Kunstgewerbe-Ausstellung) |
|      | 1906               | Grabmal | 065.c     | Sonstiges   | (Dritte Deutsche Kunstgewerbe-Ausstellung) |
|      | 1906               | Ladenpavillon                                                                                                  | 065.d     | Sonstiges   | (Dritte Deutsche Kunstgewerbe-Ausstellung) |
|      | 1906               | Grabmal Louise Gushurst                                                                                        | 066       | Sonstiges   | |
|      | 1906               | Grabmal Kuoni-Stoppany                                                                                         | 069       | Sonstiges   | |
|      | 1906–1907          | Grabmal Klinkhardt                                                                                             | 071       | Sonstiges   | |
|      | 1906–1907          | Grabmal Mohr                                                                                                   | 072       | Sonstiges   | |
|      | 1906–1907          | Grabmal Floh                                                                                                   | 073       | Sonstiges   | |
|      | 1906–1907          | Grabmal Fusbahn                                                                                                | 074       | Sonstiges   | |
|      | 1909               | Grabmal Carl Rudolf Kluepfel                                                                                   | 101       | Sonstiges   | |
|      | 1909               | Grabmal Lauenpusch Friedhof Wannsee, Lindenstraße                                                              | 102       | Sonstiges   | |
|      | 1909               | Innengestaltung Villa Metrowsky                                                                                | 100       | Sonstiges   | |
|      | 1909               | Grabmal Böcking                                                                                                | 106       | Sonstiges   | |
|      | 1909               | Grabmal Marie Kunze                                                                                            | 107       | Sonstiges   | |
|      | 1909               | Grabmal Ernst von Halle                                                                                        | 109       | Sonstiges   | |
|      | 1909               | Grabmal Kenzler                                                                                                | 110       | Sonstiges   | |
|      | 1909–1910          | Innenumgestaltung des St.-Petri-Domes Bautzen (→Lage)                                                          | 112       | Sonstiges   | |
|      | 1911               | Grabmal Marcus                                                                                                 | 111       | Sonstiges   | |
|      | 1907               | Grabmal Friedrich Assmann                                                                                      | 078       | Sonstiges   | |
|      | 1907               | Grabmal Weichardt                                                                                              | 079       | Sonstiges   | |
|      | 1907               | Hochkreuz auf dem Friedhof Uerdingen (→Lage)                                                                   | 080       | Sonstiges   | |
|      | 1908               | Grabmal Wilhelm Grube Friedhof Wilmersdorf                                                                     | 091       | Sonstiges   | Nicht mehr vorhanden. |
|      | 1908               | Grabmal Franz Zimmermann                                                                                       | 092       | Sonstiges   | |
|      | 1908               | Grabmal Helene Thierfelder                                                                                     | 094       | Sonstiges   | |
|      | 1908               | Grabmal Bernhard Floss                                                                                         | 095       | Sonstiges   | |
|      | 1908               | Grabmal Hüttel                                                                                                 | 096       | Sonstiges   | |
|      | 1908               | Empfangszimmer in einem Redaktionsgebäude Dresden                                                              | 086       | Sonstiges   | |
|      | 1908               | Speisesaal für die Hessische Landesausstellung                                                                 | 088       | Sonstiges   | |
|      | 1908–1909          | Umbau Villa Schumacher Dresden                                                                                 | 097       | Sonstiges   | |
|      | 1912               | Grabmal Rosen Friedhof Ohlsdorf C 18, 22–9                                                                     | 137       | Sonstiges   | |
|      | 1913               | Erweiterung des Physikalischen Staatslabors                                                                    | 344       | Sonstiges   | |
|      | 1913–1914          | Erweiterung der Anstalt für schulentlassene Mädchen                                                            | 352       | Sonstiges   | |
|      | 1914               | Umbau Wohnhaus Fritz Schumacher in Hamburg-St. Georg An der Alster 39, St.Georg (→Lage)                        | 172       | Sonstiges   | Denkmalliste von Hamburg, Nr. 29318 |
|      | 1914               | Grabmal Alfred Lichtwark Friedhof Ohlsdorf P6-2                                                                | 173       | Sonstiges   | |
|      | 1916               | Spiel- und Kampfanlage als Kriegsgedächtnisstätte                                                              | 197       | Sonstiges   | |
|      | 1918               | Grabmal Troplowitz-Mankiewcz Friedhof Ohlsdorf O24/128–139                                                     | 204       | Sonstiges   | Gemeinsam mit Arthur Bock und Hugo Klugt. Hier wurde die Form des Grabmals der Eltern von Oscar Troplowitz auf dem jüdischen Friedhof in Breslau übernommen. |
|      | 1919               | Grabmal Mollweide Friedhof Ohlsdorf S21 346 / G21, 21–4                                                        | 206       | Sonstiges   | |
|      | 1918–1920          | Grabanlage für die Opfer der Revolutionsjahre 1918–1920 Friedhof Ohlsdorf L5 (→Lage)                           | 218       | Sonstiges   | |
|      | 1920               | Denkmal für Wilhelm Cordes Friedhof Ohlsdorf (→Lage)                                                           | 219       | Sonstiges   | |
|      | 1913–1915          | Grabmal Burchard                                                                                               | 164       | Sonstiges   | |
|      | 1923               | Ehrengrabstätte der Polizei (Revier Blutbuche) Friedhof Ohlsdorf (→Lage)                                       | 227       | Sonstiges   | Ursprünglich für 17 im Hamburger Aufstand gestorbene Polizeibeamte errichtet. Die Gedenkstätte dient heute der Ehrung von Polizisten, die im Dienst ums Leben kamen. |
|      | 1941               | Grabmal Schumacher                                                                                             | 315       | Sonstiges   | |
|      | 1899               | Bühnenbild und Plakat zu Phantasien in Auerbachs Keller                                                        | 026       | Theater     | |
|      | 1900               | Plakat für Champagne-Reitverein, Maskenfest                                                                    | 028       | Theater     | |
|      | 1900–1901          | Bühnenbild zu Johann Wolfgang von Goethe, Palaeophron und Neoterpe                                             | 029       | Theater     | |
|      | 1907–1909          | Bühnenbild zu Shakespeares Hamlet                                                                              | 081       | Theater     | |
|      | 1919               | Bühnenbildentwürfe für eine Monumentalbühne – Goethes Iphigenie auf Tauris                                     | 210       | Theater     | |
|      | 1920               | Bühnenbild zu Shakespeares Macbeth                                                                             | 220       | Theater     | |